# Barco de Ladby

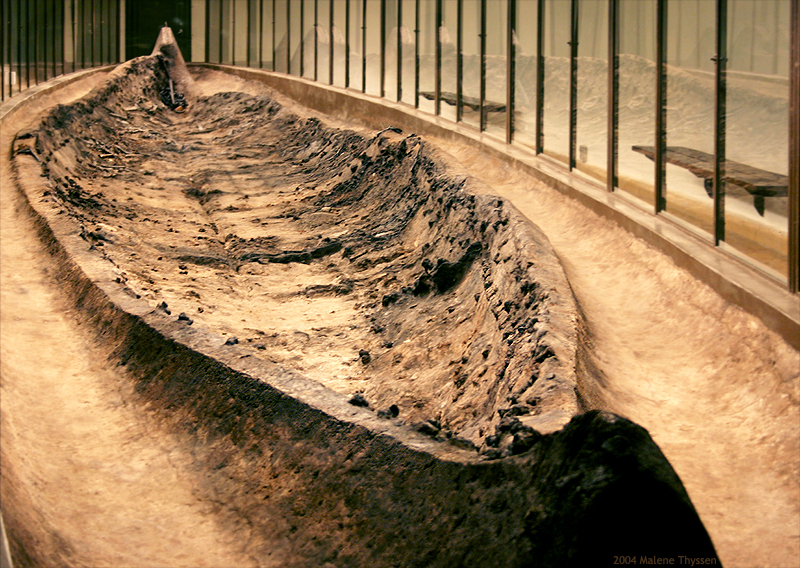
Barco de Ladby.

El barco de Ladby (en danés: Ladbyskibet) es un importante barco funerario, del mismo tipo de barco utilizado en una ceremonia funeraria en Hedeby y los barcos funearios de Oseberg, Borre, Gokstad y Tune en el sur de Noruega, todos de los siglos siglo IX y X. Se trata del único barco tumba encontrado en Dinamarca. Fue descubierto en la pequeña localidad de Ladby, al suroeste de Kerteminde, en la isla de Fionia.
La tumba está situada en una zona funeraria ordinaria, y data de la época vikinga. Las excavaciones realizadas han revelado gran abundancia de artículos funerarios, ya sean objetos o incluso animales. El conjunto está fechado a principios del siglo X, a partir de un eslabón en bronce dorado procedente de un arnés para perros, decorado al estilo de Jelling, que se encontró en el lugar.
La tumba ha pasado por importantes perturbaciones y, puesto que no se ha encontrado ningún resto humano, esto se interpreta como que era un lugar de traslado de una tumba pagana a una cristiana.
Las excavaciones fueron realizadas entre 1934 y 1937 por G. Rosenberg, conservador, y P. Helweg Mikkelsen, farmacéutico, y sus croquis originales constituyen la primera fuente de información sobre este descubrimiento.